# Газовый разряд

Вольт-амперные характеристики электрического разряда в неоне при давлении 1 мм рт. ст. между двумя плоскими электродами.
A, A': случайные импульсы, вызванные ионизирующим излучением от естественной радиоактивности и космического излучения;
A—B: ток насыщения от естественной ионизации;
B—C: темновой лавинный разряд Таунсенда;
C—D: самостоятельный разряд Таунсенда;
E, E': область неустойчивости, коронный разряд;
E—F: субнормальный тлеющий разряд;
G: граница нормального тлеющего разряда;
H: аномальный тлеющий разряд;
I: нестабильная область, переход тлеющего разряда в дуговой разряд;
J: дуговой разряд с отрицательным дифференциальным сопротивлением;
K: развитая электрическая дуга.

Развитие лавины в разряде Таунсенда. В разряде Таунсенда происходит процесс ионизации газа, при котором свободные электроны, ускоренные достаточно сильным электрическим полем, вызывают увеличение электрической проводимости газа, что вызванно лавинным размножением носителей заряда при ионизации частиц газа ударной ионизацией.

Га́зовый разря́д — совокупность процессов, возникающих при протекании электрического тока через газы. Обычно протекание заметного тока становится возможным только после достаточной ионизации газа и образования плазмы.
Ионизация может происходить, в частности, в результате столкновений электронов, ускорившихся в электрическом поле, с атомами или молекулами газа. При этом возникает лавинное размножение числа заряженных частиц, поскольку в процессе ударной ионизации образуются новые электроны, которые тоже после ускорения начинают участвовать в соударениях с атомами, вызывая их ионизацию.
Другой возможной причиной ионизации газа может быть электрическое поле высокой напряжённости (искровой разряд) или высокая температура (дуговой разряд). Для возникновения и поддержания устойчивого газового разряда требуется электрическое поле, так как холодная плазма существует, если электроны приобретают во внешнем поле энергию, достаточную для ионизации атомов, и количество вновь образованных ионов превышает число рекомбинировавших ионов.
Если для существования газового разряда необходима дополнительная ионизация за счёт внешних источников (например, при помощи ионизирующих излучений), то газовый разряд называется несамостоятельным (такие разряды используются в счётчиках Гейгера).
Для осуществления газового разряда применяют как постоянное во времени, так и переменное электрическое поле.
При разряде в газе возникает электрический ветер, то есть движение газа, вызванное увлечением молекул газа ионами. Наиболее просто обнаружить электрический ветер при разряде с острия в воздухе при обычном давлении. Ветер этот может вызвать отклонение полоски бумаги, пламени свечи, струйки дыма и т. п.

## Применения газового разряда
- Дуговой разряд для сварки и освещения.
- Сверхвысокочастотный разряд
- Тлеющий разряд как источник света в люминесцентных лампах и плазменных экранах.
- Искровой разряд для зажигания рабочей смеси в двигателях внутреннего сгорания.
- Коронный разряд для очистки газов от пыли и других загрязнений, для диагностики состояния конструкций.
- Плазмотроны для резки и сварки.
- Разряды для накачки лазеров, например гелий-неонового лазера, азотного лазера, эксимерных лазеров и т. д.

А также:
- в счётчике Гейгера,
- в ионизационных вакуумметрах,
- в тиратронах,
- в крайтронах,
- в гейслеровой трубке.

## Классификация газовых разрядов[2]
Разряды можно разделить на самостоятельные и несамостоятельные.
Несамостоятельный разряд — разряд, нуждающийся во внешнем ионизаторе.
Самостоятельный разряд — разряд, не нуждающийся во внешнем ионизаторе.
В основе классификации газовых разрядов лежат два признака: состояние ионизованного газа и частотный диапазон приложенного поля.
По первому признаку различают:
1. Пробой газа.
2. Поддержание неравновесной плазмы.
3. Поддержание равновесной плазмы.

По частоте поля:
1. Постоянные, низкочастотные и не слишком кратковременные импульсные поля.
2. Высокочастотные (радиочастотные) поля (частоты f = 105 — 108 Гц).
3. Сверхвысокочастотные (микроволновые) поля (f = 109 — 1011 Гц, длины волн см).
4. Оптические (от далекого инфракрасного до ультрафиолетового).

| Частотный диапазон приложенного поля           | Состояние ионизованного газа                       | Состояние ионизованного газа           | Состояние ионизованного газа               |
| Частотный диапазон приложенного поля           | Пробой                                             | Неравновесная плазма                   | Равновесная плазма                         |
| ---------------------------------------------- | -------------------------------------------------- | -------------------------------------- | ------------------------------------------ |
| Постоянное и низкочастотное электрическое поле | Зажигание тлеющего разряда в трубке                | Положительный столб тлеющего разряда   | Положительный столб дуги высокого давления |
| ВЧ                                             | Зажигание ВЧ-разряда в сосудах с разреженным газом | ВЧ-емкостной разряд в разреженном газе | Индукционная плазменная горелка            |
| СВЧ                                            | Пробой в волноводах и резонаторах                  | СВЧ-разряды в разреженных газах        | СВЧ-плазмотрон                             |
| Оптический диапазон                            | Пробой газов лазерным излучением                   | Завершающая стадия оптического пробоя  | Непрерывный оптический разряд              |

Также разряды можно классифицировать по механизмам потери энергии:
1. Диффузия электронов на стенки и поверхностная рекомбинация — режим Шоттки.
2. Объемные механизмы рекомбинации электронов и потери их энергии на нагрев газа.
3. Радиационные механизмы диссипации энергии возбуждения.
4. Конвективные потери при прокачке газа через разрядный объём.

При небольших давлениях (1 — 10 Торр) и большом электрическом сопротивлении внешней цепи, не позволяющем протекать большому току, загорается тлеющий разряд. Для него характерны небольшие токи (10−6 — 10−1 А в трубках радиуса 1 см) и значительные напряжения (100—1000 В). Температура электронов порядка 1 — 10 эВ, температура ионов немногим больше температуры окружающей среды (300 К), то есть плазма термодинамически неравновесна.
При давлении порядка атмосферного и малом сопротивлении внешней цепи обычно загорается дуговой разряд. Для него характерны большие токи (>1 А), малые напряжения (десятки вольт). Температуры электронов и ионов примерно равны 1 — 10 эВ, то есть плазма термодинамически равновесна.
При давлениях порядка атмосферного, расстоянии между электродами >10 см и больших приложенных полях возникает искровой разряд. Пробой при этом осуществляется путем быстрого прорастания плазменного канала от одного электрода к другому, за которым следует замыкание цепи сильноионизованным искровым каналом. Пример — молния.
В сильнонеоднородных полях, недостаточных для пробоя всего промежутка, возникает коронный разряд. Светящаяся корона возникает у острий, где плотность поля выше.

## Цвета свечения тлеющих разрядов в различных газах
Газовый разряд в некоторых газах вызывают излучение видимого света, спектр которого зависит от использованного газа.

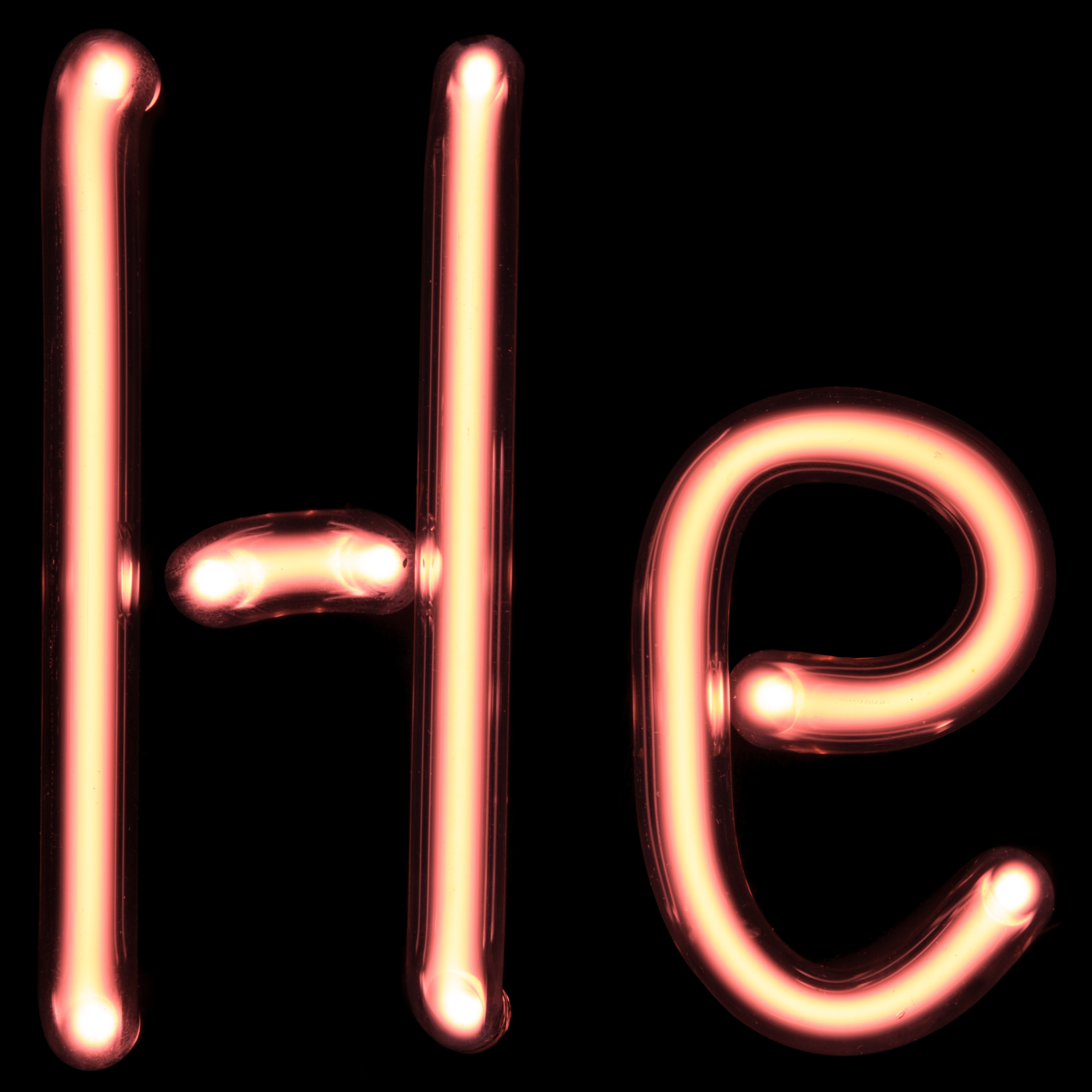
Гелий
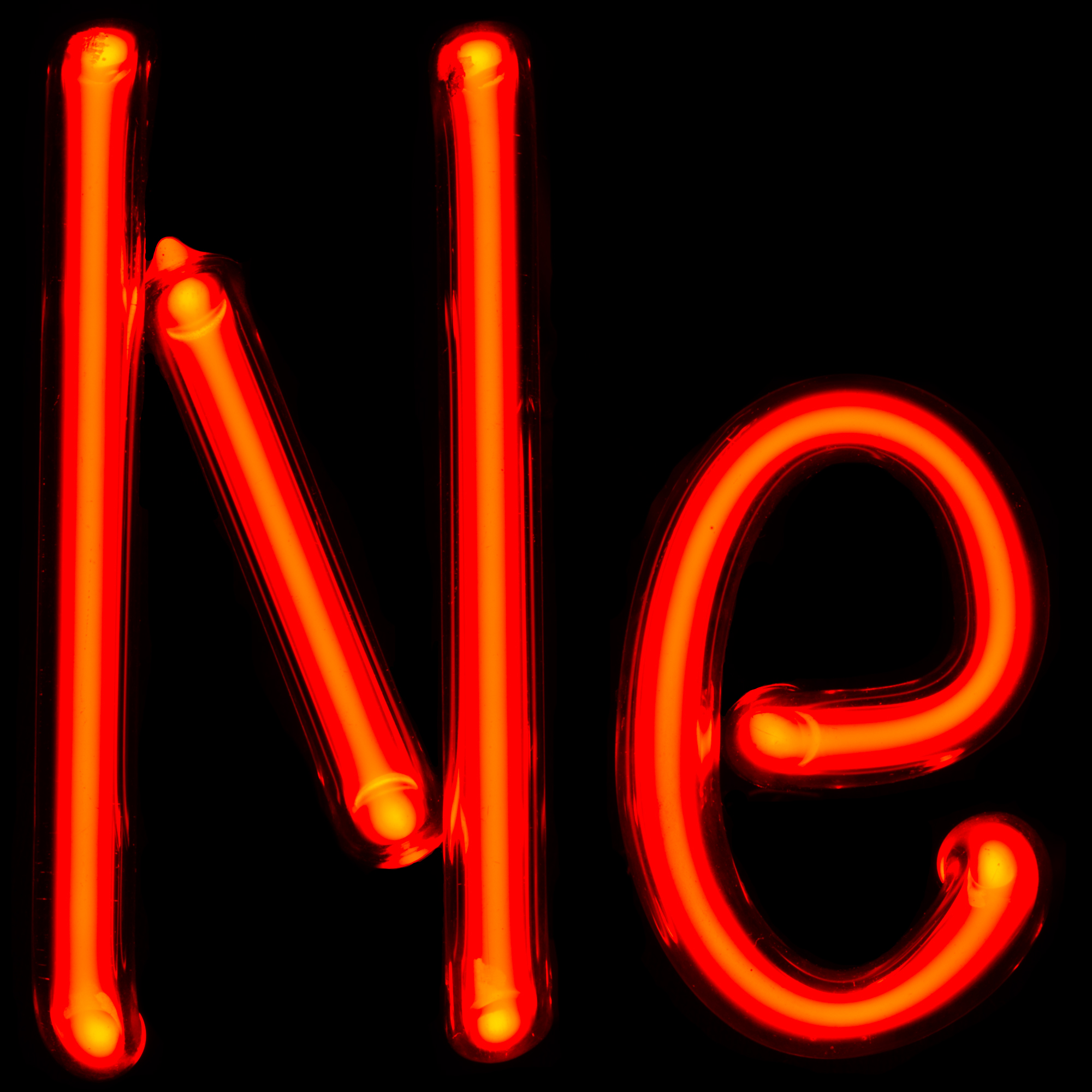
Неон
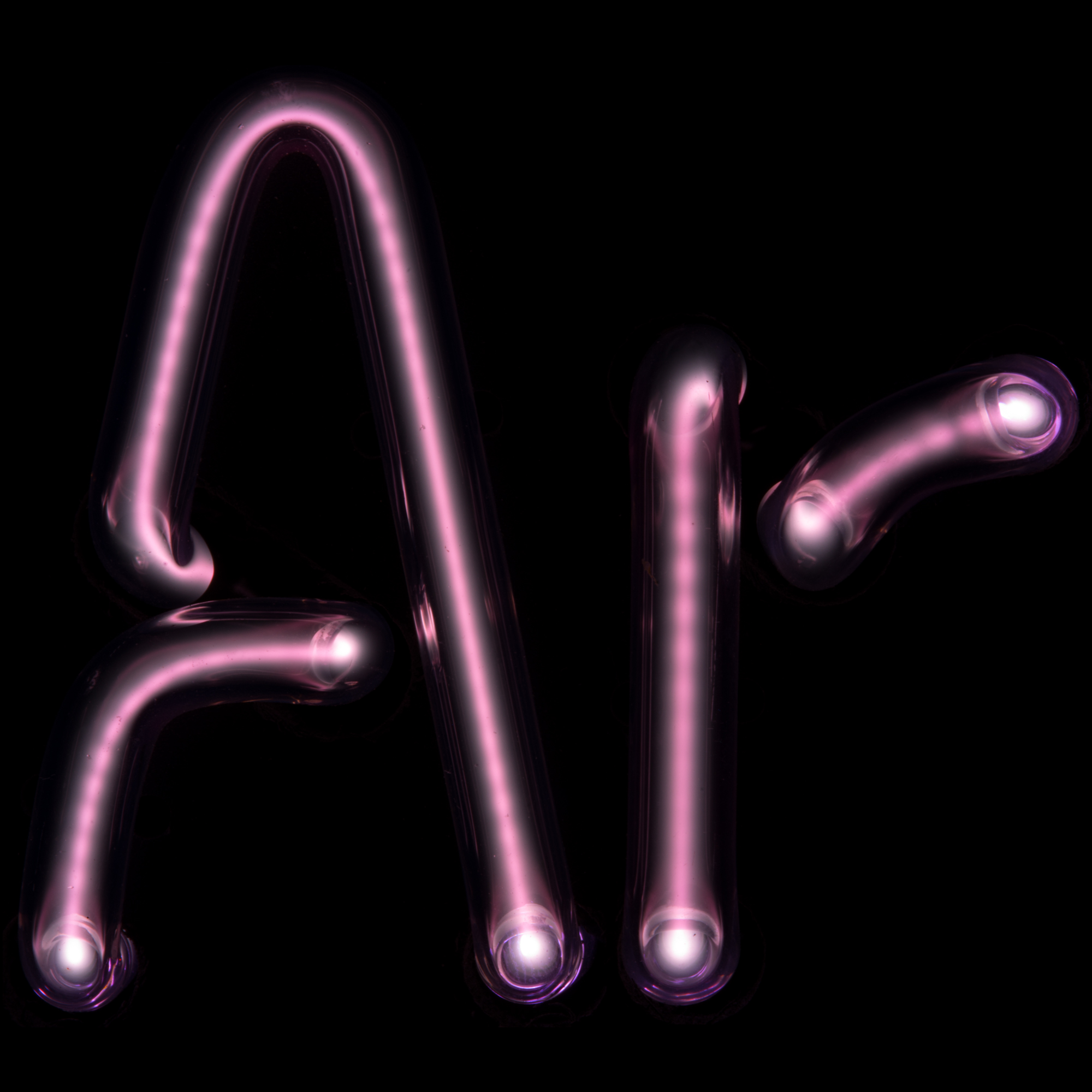
Аргон
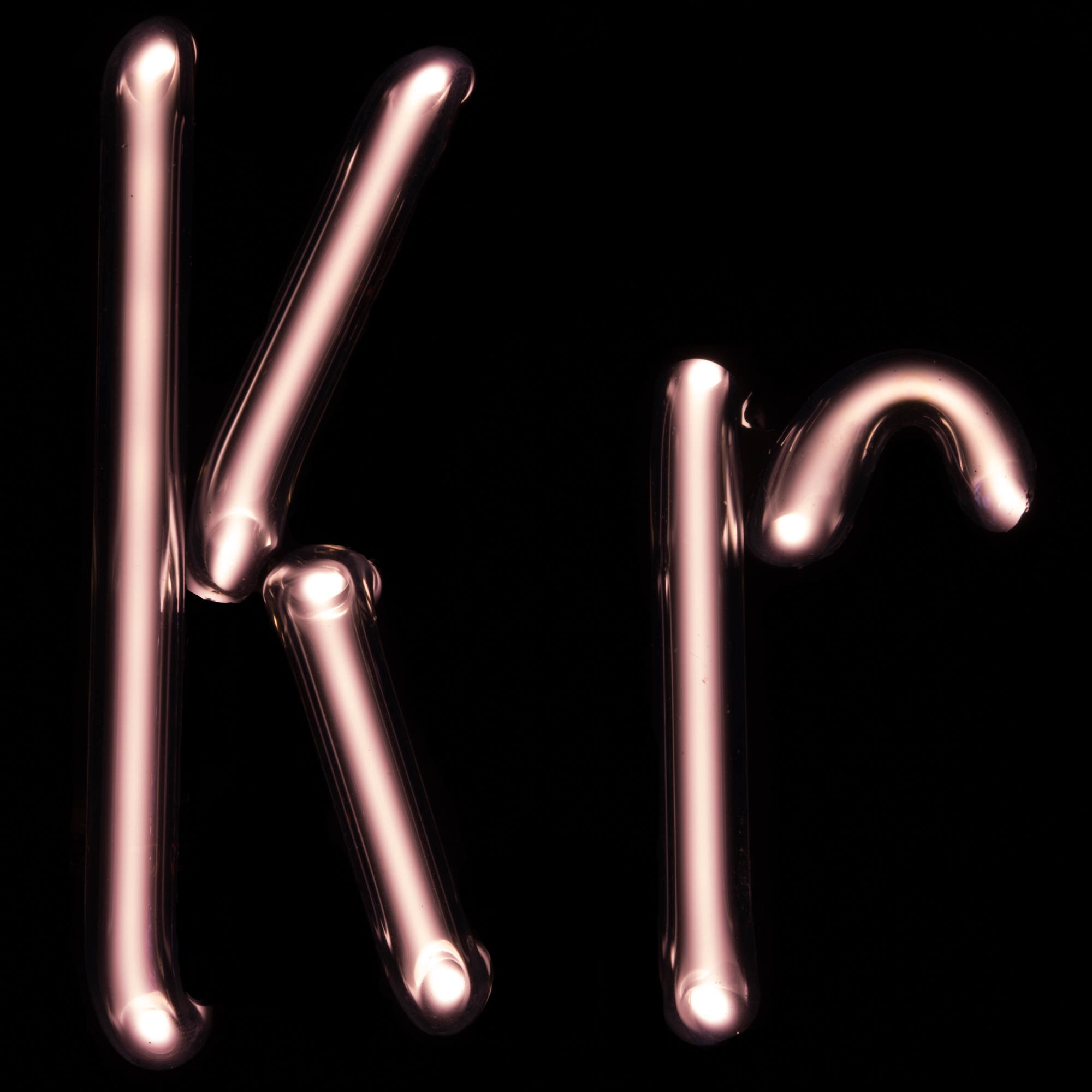
Криптон
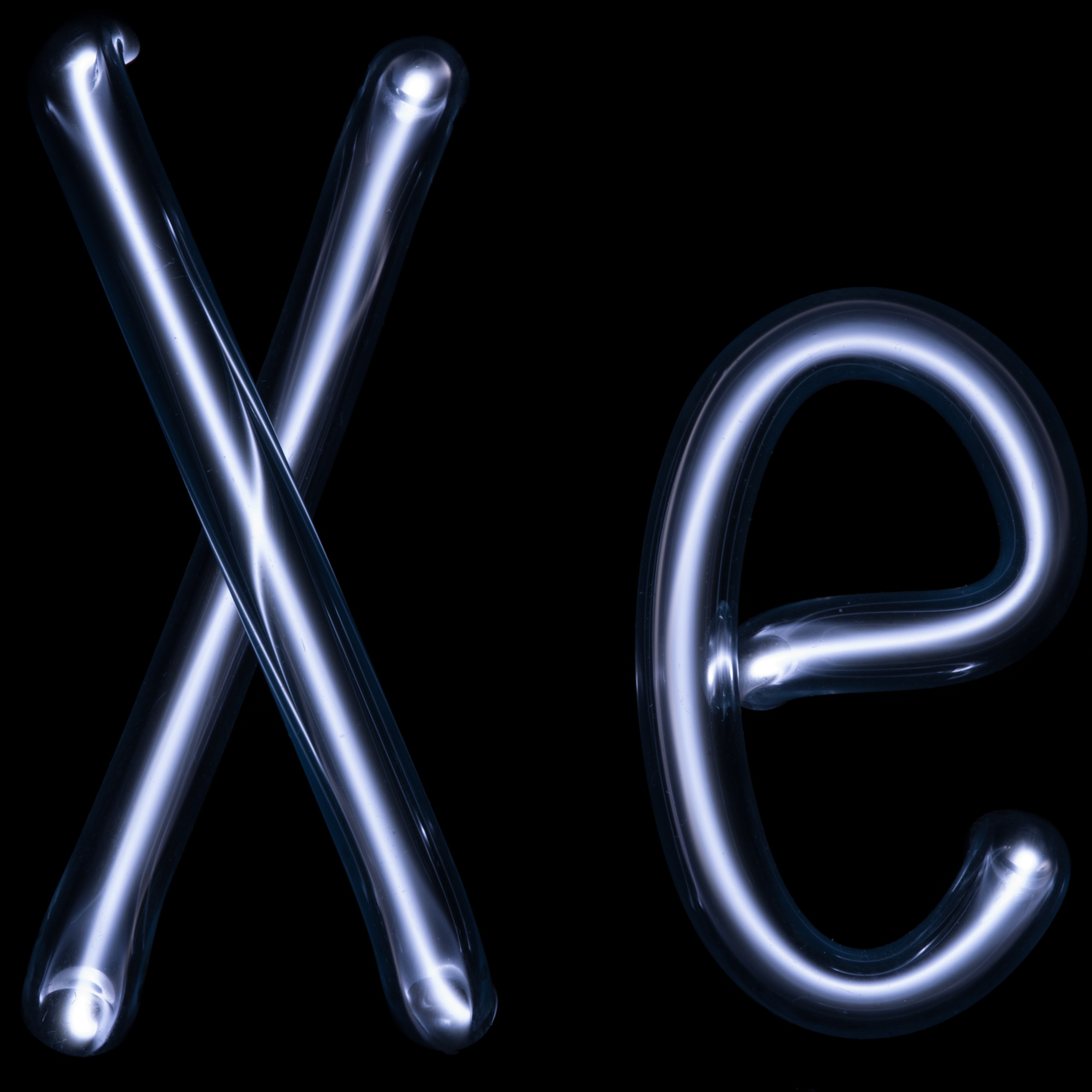
Ксенон

| Газ           | Цвет | Примечания |
| ------------- | --- | --- |
| Гелий         | Бело-оранжевый; при некоторых условиях может иметь серый, зеленовато-голубой или голубой оттенок                                    | Используется художниками для специального освещения.                                                                                             |
| Неон          | Красно-оранжевый | Яркое свечение. Часто используется в неоновых рекламных знаках и в неоновых лампах                                                               |
| Аргон         | Фиолетово-голубой | Часто применяется совместно с разрядом в парах ртути                                                                                             |
| Криптон       | Сероватый тусклый грязно-белый. Может быть зеленоватым. В разрядах высокого напряжения яркий синевато-белый.                        | Используется художниками для специального освещения.                                                                                             |
| Ксенон        | Сероватый или синевато-серый тусклый белый, в разрядах высокого напряжения в высоких пиковых потоках, очень яркий синевато-зелёный. | Используется в ксеноновых фотовспышках, лампах подсветки индикаторов, ксеноновых дуговых лампах, а также художниками для специального освещения. |
| Радон         | Синий цвет. | Не может быть использован из-за отсутствия стабильных изотопов.                                                                                  |
| Азот          | Аналогично аргону, тусклее, с оттенком розового. В разрядах высокого напряжения, яркий сине-белый, белее аргона.                    | |
| Кислород      | Бледный фиолетово-лиловый, тусклее аргона.                                                                                          | |
| Водород       | Бледно-лиловый в разрядах низкого напряжения, розовато-красный при разрядах более 10 миллиампер.                                    | |
| Водяной пар   | Аналогично водороду. Менее яркое свечение                                                                                           | |
| Диоксид азота | Слабый синевато-белый, в разрядах низкого напряжения ярче ксенона.                                                                  | |
| Пары ртути    | Светло-голубой с интенсивным ультрафиолетовым излучением                                                                            | В сочетании с люминофорами используется для получения света разных цветов. Широко используется во ртутных газоразрядных лампах                   |
| Пары натрия   | Ярко-жёлтый | Широко используется в натриевых газоразрядных лампах уличного освещения                                                                          |

- Гелий
- Неон
- Аргон
- Криптон
- Ксенон

## Моделирование газового разряда
Проблема компьютерного моделирования процессов, происходящих в газовом разряде, до конца не решена. Существуют лишь приближенные методы решения этой задачи. Одним из них является приближение Фоккера — Планка.